# جان باتيستا
جان باتيستا هو لاعب كرة قدم برازيلي في مركز الدفاع، ولد في 6 مارس 1992 في إيتابونا في البرازيل. لعب مع نادي فولا إيش.